# Юхт
Юхт (до 2016 року — Улянівка) — село в Україні, у Заслучненській сільській громаді Хмельницького району Хмельницької області. Населення становить 137 осіб.